# Brzydula Betty (ścieżka dźwiękowa)
Artykuł przedstawia ścieżkę dźwiękową w kolejnych odcinkach amerykańskiego serialu telewizyjnego Brzydula Betty.

## Sezon 1
| ODCINEK PIERWSZY [Pilot]                               |                                      |                                                 |                                                                       |
| 1                                                      | KT Tunstall                          | Suddenly I See                                  | Na końcu odcinka                                                      |
| 2                                                      | Princess Superstar                   | I Like It A Lot                                 | Migawka stłuczki samochodowej                                         |
| 3                                                      | Donna Summer                         | She Works Hard For The Money                    | Kiedy Daniel stara się aby Betty zrezygnowała z pracy                 |
| 4                                                      | Vassy                                | Wanna Fly                                       | Gdy Betty odbiera sukienkę od Christiny                               |
| 5                                                      | Swayzak                              | In The Car Crash                                | Pierwsza scena ze stłuczką                                            |
| 6                                                      | Solo Dos                             | Lo Quiere To                                    | Rozmowa Betty i Hildy o Walterze i Ginie                              |
| ODCINEK DRUGI [The Box and the Bunny]                  |                                      |                                                 |                                                                       |
| 1                                                      | Lady Sovereign                       | Love Me or Hate Me                              | Kiedy retuszowane są zdjęcia modelki Natalie Whitman                  |
| ODCINEK TRZECI [Queens For A Day]                      |                                      |                                                 |                                                                       |
| 1                                                      | The Pussycat Dolls                   | Buttons                                         | Na otwarciu                                                           |
| 2                                                      | Shakira                              | Hips Don’t Lie                                  | Kiedy Betty idzie do biura w nowym ubraniu                            |
| 3                                                      | Los Ninos De Sara                    | La Cubanita                                     | Kiedy Betty robi przemeblowanie                                       |
| 4                                                      | Dance Dance Revolution               | Keep Ya Body Movin                              | Koniec odcinka                                                        |
| 5                                                      | The Voodoo Trombone Quartet          | Voodo Juju                                      | W klubie                                                              |
| ODCINEK CZWARTY [Fey's Sleigh Ride]                    |                                      |                                                 |                                                                       |
| 1                                                      | Junior Senior                        | Can I Get Get Get                               | Na początku odcinka                                                   |
| 2                                                      | Billy May                            | Rudolph The Red Nosed Reindeer Mambo            | Daniel pracuje nad rozpoczęciem wakacji                               |
| ODCINEK PIĄTY [The Lyin', The Watch And The Wardrobe]  |                                      |                                                 |                                                                       |
| 1                                                      | Maxine Nightingale                   | Right Back Where We Started From                | Kiedy Betty idzie przez ulice w stroju motyla                         |
| 2                                                      | Antonio Vivaldi                      | Four Season                                     | Kontynuacja lunchu                                                    |
| 3                                                      | Antonio Vivaldi                      | Mandolin Concerto In C Major                    | Daniel jest z matką na lunchu                                         |
| 4                                                      | On The Town                          | New York New York                               | Śpiewa Justin                                                         |
| ODCINEK SZÓSTY [Trust, Lust And Must]                  |                                      |                                                 |                                                                       |
| 1                                                      | The Commodores                       | Machine Gun                                     | Kiedy Betty i jej siostra sprzedają w biurze Mody                     |
| ODCINEK SIÓDMY [After Hours]                           |                                      |                                                 |                                                                       |
| 1                                                      | Lemon                                | Latin Lover                                     | Po godzinach                                                          |
| 2                                                      | ZZ Top                               | Sharp Dressed Man                               | Ted zabiera Wilhelminę i Marca do baru                                |
| 3                                                      | Pilot                                | Magic                                           | Ted i Wilhelmina rozmawiają o dorastających córkach                   |
| ODCINEK ÓSMY [Four Thanksgivings And A Funeral]        |                                      |                                                 |                                                                       |
| 1                                                      | Luna                                 | Season of the Witch                             | Poplecznik Fey uwięziony w jej grobie                                 |
| 2                                                      | Sheryl Lee Ralph                     | Dreamgirls                                      | Śpiewają Marc i Amanda                                                |
| 3                                                      | Los Ninos De Sara                    | La Cubanita                                     | Daniel próbuje tańczyć                                                |
| 4                                                      | Donna Summer                         | Bad Girls                                       | Betty idzie do Giny, gdy ta wraca ze sklepu                           |
| ODCINEK DZIEWIĄTY [Lose The Boss]                      |                                      |                                                 |                                                                       |
| 1                                                      | Sheila E                             | The Glamorous Life                              | Betty pracuje nad sesją zdjęciowa dla dziecka sławnej pary            |
| ODCINEK DZIESIĄTY [Fake Plastic Snow]                  |                                      |                                                 |                                                                       |
| 1                                                      | Dean Martin                          | A Marshmallow World                             | Na początku odcinka                                                   |
| 2                                                      | The Chipmunks                        | Santa Claus Is Comin' to Town                   | Betty z Walterem na przyjęciu w jego pracy                            |
| 3                                                      | The Enchanters                       | Mambo Santa Mambo                               | Na świątecznej imprezie                                               |
| 4                                                      | Berlin Symphony Orchestra            | Dance of the Sugar Plum Fairy (Red Baron Remix) | Kiedy Betty i Henry pierwszy raz spojrzeli na siebie                  |
| ODCINEK JEDENASTY [Swag]                               |                                      |                                                 |                                                                       |
| 1                                                      | The Black Eyed Peas                  | Bebot                                           | Oshi i jego świta przyjeżdżają do Mody                                |
| 2                                                      | Lady Sovereign ft The Ordinary Boys  | 9 To 5                                          | Pokaz mody Oshi                                                       |
| 3                                                      | The Kinfe                            | We Share Our Mother’s Health                    | Kiedy wychodzą na jaw sprawy związane z brazylijską sesją Wilhelminy  |
| ODCINEK DWUNASTY [Sofia's Choice]                      |                                      |                                                 |                                                                       |
| 1                                                      | Michael Gray                         | The weekend                                     | Betty & Christina na Boylesque                                        |
| ODCINEK TRZYNASTY [In Or Out]                          |                                      |                                                 |                                                                       |
| 1                                                      | The Dollyrots                        | Because I'm Awesome                             | Rozmowa o pracę Hildy                                                 |
| 2                                                      | Goldfrapp                            | Lovely 2 C U                                    | Marc robi zdjęcia Amandzie                                            |
| 3                                                      |                                      | Volare                                          | Karaoke                                                               |
| 4                                                      | Sonny And Cher                       | I Got You Babe                                  | Piosenka, którą Daniel i Betty śpiewają na karaoke                    |
| ODCINEK CZTERNASTY [I'm Coming Out]                    |                                      |                                                 |                                                                       |
| 1                                                      | David Bowie                          | Fame                                            | Alexis wychodzi na wybieg                                             |
| 2                                                      | Scissor Sisters                      | Ooh                                             | Muzyka podczas pokazu mody                                            |
| 3                                                      | Mainline                             | Shake                                           | Muzyka podczas pokazu mody                                            |
| ODCINEK PIĘTNASTY [Brothers]                           |                                      |                                                 |                                                                       |
| 1                                                      | The Waitresses                       | I Know What Boys Like                           | Alexis przychodzi do wydawnictwa                                      |
| 2                                                      | Annie                                | Tomorrow                                        | Hilda namawia syna, by porozmawiał z nią o problemach w szkole        |
| 3                                                      | Manhattans                           | Kiss And Say Goodbye                            | Scena w której Betty i Walter żegnają się                             |
| ODCINEK SZESNASTY [Derailed]                           |                                      |                                                 |                                                                       |
| 1                                                      | Rick James                           | Superfreak                                      | Scena, w której Christina projektuje sukienkę                         |
| 2                                                      | Hairspray                            | Good Morning, Baltimore!                        | Justin śpiewa w metrze                                                |
| 3                                                      | Jason Mraz                           | The Beauty In Ugly (Ugly Betty Version)         | Joel pyta Alexis o jej numer telefonu                                 |
| 4                                                      | Justin Timberlake                    | What Goes Around ... Comes Around               | Daniel potwierdza, że Claire jest mordercą                            |
| ODCINEK SIEDEMNASTY [Icing On The Cake]                |                                      |                                                 |                                                                       |
| 1                                                      | Shiny Toy Guns                       | Turn To Real Life                               | Betty & Dr Farkas przybywają na urodziny Charlie                      |
| 2                                                      | James Morrison                       | You Give Me Something                           | Wolny taniec na imprezie Charlie                                      |
| 3                                                      | Aretha Franklin                      | Do Right Woman, Do Right Man                    | Henry zachowuje ciasto dla Betty                                      |
| ODCINEK OSIEMNASTY [Don't Ask, Don't Tell]             |                                      |                                                 |                                                                       |
| 1                                                      | Peaches                              | Boys Wanna Be Her                               | Sesja zdjęciowa Alexis                                                |
| 2                                                      | Vangelis                             | Chariots Of Fire                                | Wyścig Daniela i Alexis do drukarni                                   |
| 3                                                      | Alexi Murdoch                        | Orange Sky                                      | Betty czyta Danielowi list                                            |
| ODCINEK DZIEWIĘTNASTY [Punch Out]                      |                                      |                                                 |                                                                       |
| 1                                                      | Fergie                               | Here I Come                                     | Christina pomaga Betty przygotować się do imprezy                     |
| 2                                                      | Unklejam                             | Love Ya                                         | Christina i Betty w klubie                                            |
| 3                                                      | Mika                                 | Grace Kelly (Bimbo Jones Radio remix)           | Betty tańcz z Benem                                                   |
| 4                                                      | Fergie                               | Glamorous (Space Cowboy Remix)                  | Betty próbuje ostrzec Daniela o Quincy Combs                          |
| 5                                                      | Space Cowboy ft Nadia Oh             | Running Away                                    | Christina namawia Betty, by zostawiła Daniela w spokoju               |
| 6                                                      | Space Cowboy ft Nadia Oh             | Hot Like Wow                                    | Daniel upomina Betty                                                  |
| ODCINEK DWUDZIESTY [Petra-Gate]                        |                                      |                                                 |                                                                       |
| 1                                                      | Sergio Mendes ft The Black Eyed Peas | Mas Que Nada                                    | Sesja zdjęciowa brazylijskiej „Mody”                                  |
| 2                                                      | Fergie ft. Will.I.Am                 | Here I Come                                     | Sesja zdjęciowa z brazylijskim dyrektorem kreatywnym                  |
| ODCINEK DWUDZIESTY PIERWSZY [Secretaries Day]          |                                      |                                                 |                                                                       |
| 1                                                      | William Bradford Mersereau Jr.       | Departure                                       | Daniel omawia jego uzależnienie od seksu                              |
| 2                                                      | Queen                                | We Will Rock You                                | Przygotowania do walki Nicka i Henry’ego                              |
| 3                                                      | Survivor                             | Eye Of The Tiger                                | Hilda zapisuje się na kurs fryzjerski                                 |
| 4                                                      | Oppenheimer                          | This Is Not A Test                              | Daniel bierze swoje leki                                              |
| ODCINEK DWUDZIESTY DRUGI [A Tree Grows In Guadalajara] |                                      |                                                 |                                                                       |
| 1                                                      | Pinker Tones                         | Sonido Total                                    | Na początku imprezy                                                   |
| 2                                                      | Ozomatli                             | La Gallina                                      | Betty z rodziną wyjeżdża do Meksyku                                   |
| ODCINEK DWUDZIESTY TRZECI [East Side Story]            |                                      |                                                 |                                                                       |
| 1                                                      | (from 'West Side Story')             | Somethings Coming                               | Justin śpiewa                                                         |
| 2                                                      | (from 'West Side Story')             | (Somewhere) Finale                              | Betty przerywa śpiew Justina, by przekazać tragiczne wieści dla Hildy |
| 3                                                      | Dave Koz & Vanessa Williams          | The Way We Were                                 | Wilhelmina wspomina jej czas spędzony z Marcem                        |

## Sezon 2
| ODCINEK PIERWSZY [How Betty Got Her Grieve Back]    |                                                       |                                                  |                                                                                      |
| 1                                                   | Arthur Brown & SAS Band                               | Fire                                             | Przygotowania do sesji zdjęciowej                                                    |
| 2                                                   | Natalie Walter                                        | Quicksand (Thievery Corporation Remix)           | Betty chowa pamiątki po Henrym                                                       |
| 3                                                   | Syd Straw                                             | Dolden Dreams                                    | Betty pociesza Hildę                                                                 |
| ODCINEK DRUGI [Family/Affair]                       |                                                       |                                                  |                                                                                      |
| 1                                                   | Shakira                                               | Whenever, Wherever                               | Justin nuci w czasie drogi do sklepu                                                 |
| ODCINEK TRZECI [Betty's Wait Problem]               |                                                       |                                                  |                                                                                      |
| 1                                                   | Toni Braxton                                          | Un-Break My Heart                                | Podczas podróży Betty i Gio do New Jersey                                            |
| 2                                                   | Get'cha Head In The Game (from 'High School Musical') | Drew Seeley                                      | Daniel uczy Justina grać w koszykówkę                                                |
| ODCINEK CZWARTY [Grin And Bear It]                  |                                                       |                                                  |                                                                                      |
| 1                                                   | Blondie                                               | Heart Of Glass                                   | Migawka, w której Wilhelmina mówi Amandzie że jej ojca widziała w Studio 54          |
| 2                                                   | David Naughton                                        | Makin It                                         | Gdy Daniel robi swoją uśmiechniętą minkę i podnosi kciuki do góry                    |
| 3                                                   | Crowded House                                         | A Sigh                                           | Kiedy Henry mówi, że dziecko jest jego                                               |
| ODCINEK PIĄTY [A League Of Their Own]               |                                                       |                                                  |                                                                                      |
| 1                                                   | Clearlake                                             | You Can't Have Me                                | W kręgielni                                                                          |
| 2                                                   | The Leonards                                          | Left In The Dark                                 | Kiedy Betty ustala przez internet datę swojej randki                                 |
| 3                                                   | Jimmy Century                                         | Hot Sahara (Lenny B remix)                       | Sesja zdjęciowa                                                                      |
| 4                                                   | Bryan Ferry                                           | As Time Goes By                                  | Pocałunek Betty i Henry’ego                                                          |
| ODCINEK SZÓSTY [Something Wicked This Way Comes]    |                                                       |                                                  |                                                                                      |
| 1                                                   | (from 'Wicked')                                       | Popular                                          | Betty i Henry starają się komunikować przez SMS-y podczas spektaklu                  |
| 2                                                   | (from 'Wicked')                                       | I'm Not That Girl                                | Kilka scen: Betty czeka na Henry’ego; Wilhelmina je; Hilda wychodzi do pracy         |
| 3                                                   | (from 'Wicked')                                       | Defying Gravity                                  | Kiedy Betty i Henry przypadkowo znajdują się na scenie                               |
| ODCINEK SIÓDMY [It's A Nice Day For A Posh Wedding] |                                                       |                                                  |                                                                                      |
| 1                                                   | Paul McCartney & Stevie Wonder                        | Ebony And Ivory                                  | Amanda i Marc omawiają debiut Cliffa                                                 |
| 2                                                   | Hot Chocolate                                         | You Sexy Thing                                   | Cliff przychodzi do recepcji                                                         |
| 3                                                   | Kelis                                                 | Milkshake                                        | Amanda śpiewa zajmując gości weselnych                                               |
| 4                                                   | Felix Mendelssohn                                     | Wedding March                                    | Wilhelmina idzie do ołtarza                                                          |
| 5                                                   | Jeff Buckley                                          | Hallelujah                                       | Daniel próbuje reanimować ojca                                                       |
| ODCINEK ÓSMY [I See Me, I.C.U.]                     |                                                       |                                                  |                                                                                      |
| 1                                                   | Cynthia Felton                                        | I'm In Love                                      | Amanda słucha muzyki                                                                 |
| 2                                                   | Leslie Smith                                          | Wanna Get With You                               | Betty próbuje się dodzwonić do Amandy                                                |
| 3                                                   | Richard Wagner                                        | Bridal Chorus (from 'Lohengrin')                 | Marc odtwarza ją ze swojego telefonu przy rozpoczęciu ceremonii                      |
| 4                                                   | U2                                                    | Sometimes You Can't Make It On Your Own          | Kiedy Claire Meade zostaje aresztowana                                               |
| ODCINEK DZIEWIĄTY [Inherit The Sin]                 |                                                       |                                                  |                                                                                      |
| 1                                                   |                                                       | Jingle Bells (Spanish version)                   | Betty i jej rodzina stroją choinkę                                                   |
| 2                                                   |                                                       | Little Drummer Boy (instrumental string version) | Hilda stara się rozpocząć nową tradycję                                              |
| 3                                                   | The Bamboos                                           | Step It Up                                       | Montaż z pracy w magazynie                                                           |
| 4                                                   |                                                       | Feliz Navidad                                    | Betty i rodzina oglądają nową choinkę                                                |
| ODCINEK DZIESIĄTY [Bananas For Betty]               |                                                       |                                                  |                                                                                      |
| 1                                                   | Vanessa Williams                                      | Rise And Shine                                   | Wilhelmina pociesza chorych                                                          |
| 2                                                   | Van Halen                                             | Ice Cream Man                                    | Henry śpiewa do Betty                                                                |
| 3                                                   | Harold Melvin And The Blue Notes                      | If You Don't Know Me By Now                      | Wolny taniec Henry’ego                                                               |
| 4                                                   | Scott Matthews                                        | Eyes Wider Than Before                           | Hilda mówi Gio, że umawia się z nie tą siostrą Suarez                                |
| ODCINEK JEDENASTY [Zero Worship]                    |                                                       |                                                  |                                                                                      |
| 1                                                   | Bow Wow & Omarion                                     | Can't Get Tired Of Me                            | Gdy Betty zamknięta została w windzie                                                |
| 2                                                   | Bow Wow & Omarion                                     | Hey Baby (Jump Off)                              | Alternatywny pokaz mody                                                              |
| 3                                                   | Blanche DuBois                                        | Dance Away The Day                               | Betty dziękuje Danielowi                                                             |
| ODCINEK DWUNASTY [Odor In The Court]                |                                                       |                                                  |                                                                                      |
| 1                                                   | KISS                                                  | Rock And Roll All Nite                           | Gdy Betty przygotowuje się do pracy                                                  |
| ODCINEK TRZYNASTY [A Thousand Words Before Friday]  |                                                       |                                                  |                                                                                      |
| 1                                                   | Tears For Fears                                       | Shout                                            | Kiedy Daniel przyjeżdża do The Beer Hole                                             |
| 2                                                   | Robert Palmer                                         | Simply Irresistible                              | Kiedy Daniel zgadza się, aby Betty napisała do magazynu                              |
| 3                                                   | Switches                                              | Drama Queen                                      | Kiedy Gio i Betty widzą Henry’ego z jakąś dziewczyną                                 |
| 4                                                   | Calvin Harris                                         | The Girls                                        | Kiedy Gio i Henry zdobywają numery dziewczyn                                         |
| 5                                                   | Caribou                                               | Melody Day                                       | Kiedy Betty sprawdza zdobyte numery Henry’ego i Gio                                  |
| 6                                                   | Kiss the Girl                                         | Alive                                            | Marc dodaje otuchy Amandzie                                                          |
| 7                                                   | Becki Netwon                                          | Gene Simmons Is My Daddy                         | Piosenka serialowej Amandy                                                           |
| 8                                                   | Rob Base and E-Z Rock                                 | It Takes Two                                     | Śpiewają Betty i Henry                                                               |
| ODCINEK CZTERNASTY [Twenty Four Candles]            |                                                       |                                                  |                                                                                      |
| 1                                                   | Ashtar Command ft Rachael Yamagata                    | Blister Of The Spotlight                         | Betty i Gio oglądają fajerwerki                                                      |
| 2                                                   | Walter Meego                                          | In My Dreams                                     | Henry składa życzenia Betty                                                          |
| ODCINEK PIĘTNASTY [Burning QuestionsBetty's]        |                                                       |                                                  |                                                                                      |
| 1                                                   | Belinda                                               | Never Enough                                     | Hilda robi Ginie manicure                                                            |
| 2                                                   | Enur ft Natasja                                       | Calabria 2007                                    | Christian Siriano przyjeżdża do „Mody”                                               |
| 3                                                   | Alicia Keys                                           | No One                                           | Betty i Henry całują się na oczach Daniela                                           |
| 4                                                   | Kreesha Turner                                        | Bounce With Me                                   | Hilda odkrywa prawdę o Ginie                                                         |
| ODCINEK SZESNASTY [Betty's Baby Bump]               |                                                       |                                                  |                                                                                      |
| 1                                                   | New Kids On The Block                                 | I'll Be Loving You (Forever)                     | Charlie psuje randkę Henry’ego i Betty                                               |
| 2                                                   | Gladys Knight and The Pips                            | Didn't You Know (You'd Have To Cry Sometime)     | Rodzina Suarez ogląda nowo narodzonego syna Charlie i Henry’ego                      |
| ODCINEK SIEDEMNASTY [The Kids Are Alright]          |                                                       |                                                  |                                                                                      |
| 1                                                   | Eric Carmen                                           | All By Myself                                    | Betty pojawia się po dwóch tygodniach rozczulania się nad sobą                       |
| 2                                                   | Gene Simmons & Becki Newton                           | Daddy’s Little Girl Theme                        | Amanda pokazuje Marcowi motyw muzyczny nowego reality show z udziałem jej i jej ojca |
| 3                                                   | Walter Meego                                          | Forever                                          | Betty i Justin przyjeżdżają do szkoły tańca                                          |
| 4                                                   | Spandau Ballet                                        | True                                             | Taniec Gio i Betty                                                                   |
| 5                                                   | Joshua Tyler                                          | All Night                                        | Gio mówi Betty żeby przestała się zamartwiać                                         |
| 6                                                   | Joniece & Michael McGregor                            | Boys Like My Beat                                | Hilda dzwoni ponownie do Justina                                                     |
| 7                                                   | Deep Dish                                             | In Love With A Friend                            | Gio pyta Betty, czy ta nie zechciała by zostać jego dziewczyną                       |
| ODCINEK OSIEMNASTY [Jump]                           |                                                       |                                                  |                                                                                      |
| 1                                                   | Madonna                                               | Spanish Lesson                                   | Hilda i Trener jedzą lunch                                                           |
| 2                                                   | Madonna                                               | Miles Away                                       | Gio pyta Betty, czy nie pojechałaby z nim do Rzymu                                   |
| 3                                                   | Madonna                                               | She’s Not Me                                     | Początek meczu                                                                       |
| 4                                                   | Madonna                                               | Candy Shop                                       | Scena z Naomi Campbell                                                               |
| 5                                                   | Madonna                                               | Jump                                             | Zakończenie odcinka                                                                  |

## Sezon 3
| ODCINEK PIERWSZY [The Manhattan Project]                        |                                    |                                       | |
| 1                                                               | The B-52’s                         | Roam                                  | Montaż zdjęć z wycieczki Betty |
| 2                                                               | Wreckx-N-Effect                    | Rump Shaker                           | Betty wchodzi do nowego biura Daniela |
| 3                                                               | Able To Fly                        | All the Way                           | Sesja zdjęciowa „Playera” |
| 4                                                               | Val Emmich                         | American Girl                         | Betty spotyka nowego sąsiada , Jesse’ego |
| 5                                                               | Tom Petty and The Heartbreakers    | American Girl                         | Betty tańczy w swoim nowym mieszkaniu |
| ODCINEK DRUGI [Filing For The Enemy]                            |                                    |                                       | |
| 1                                                               | Ja Rule                            | Body                                  | Sesja zdjęciowa Najgorętszych Amerykańskich Prawniczek                                                                                          |
| 2                                                               | Technicolour                       | Andy Hunter ft D'Morgan               | Przyjęcie Mody |
| 3                                                               | Cyndi Lauper                       | High & Mighty                         | Gdy Christina opuszczając Budynek „Mody”, zostaje zaatakowana                                                                                   |
| ODCINEK TRZECI [Crimes Of Fashion]                              |                                    |                                       | |
| 1                                                               | Two of Cups                        | Breathe                               | Wyznania Alexis |
| ODCINEK CZWARTY [Betty Suarez Land]                             |                                    |                                       | |
| 1                                                               | Coldplay                           | Lost!                                 | Rodzina pociesza Hildę |
| ODCINEK PIĄTY [Granny Pants]                                    |                                    |                                       | |
| 1                                                               | Ting Tings                         | Shut Up And Let Me Go                 | Betty szkoli Kimmie |
| 2                                                               | Ladytron                           | Tomorrow                              | „Nowa” Kimmie |
| ODCINEK SZÓSTY [Ugly Berry]                                     |                                    |                                       | |
| 1                                                               | Kreesha Turner                     | Simple                                | Gdy Daniel i Wilhelmina przyjeżdżają na plan zdjęciowy                                                                                          |
| 2                                                               | Brazilian Love Affair Project      | Feel Like A Woman                     | Sesja zdjęciowa Adrianny |
| 3                                                               | Mates Of State                     | You Are Free                          | Betty pokazuje Jesse’emu swoją wizytówkę |
| ODCINEK SIÓDMY [Crush'd]                                        |                                    |                                       | |
| 1                                                               | Calvin Harris                      | Merrymaking at My Place               | Amanda wprowadza się do Betty |
| 2                                                               | Ladyhawke                          | Paris Is Burning (Cut/Copy Remix)     | Zamieszanie w sprawie listy na imprezę |
| 3                                                               | Marvin Gaye                        | Let's Get It On                       | Gdy Wilhelmina śni na jawie |
| 4                                                               | Daddy Yankee                       | Pose                                  | Początek imprezy po imprezie „Mody” |
| 5                                                               | Val Emmich                         | Get On With It                        | Występ zespołu Jesse’ego – Dark Sexual Journey                                                                                                  |
| 6                                                               | Val Emmich                         | Snowy Day                             | Jesse dedykuje piosenkę Betty |
| 7                                                               | The House Moguls ft MC Flipside    | Get That Feelin                       | Gdy Connor konfrontuje Daniela i Wilhelminę |
| 8                                                               | Shine                              | Ashbury (Morgan Page Downtempo Remix) | Wilhelmina przeprasza Connora |
| 9                                                               | Sébastien Tellier                  | Look                                  | Gdy Wilhelmina i Betty piją wspólne piwo |
| ODCINEK ÓSMY [Tornado Girl]                                     |                                    |                                       | |
| 1                                                               | Brazilian Girls                    | Good Time                             | Gdy Amanda i Betty idą do pracy |
| 2                                                               | Leann Rimes                        | Amazing Grace                         | Gdy jadąc samochodem Marc podgłaśnia radio, aby uniknąć kolejnych pytań Betty                                                                   |
| 3                                                               | The Panics                         | Don't Fight It                        | Gdy Connor odwołuje kolację z Molly |
| ODCINEK DZIEWIĄTY [When Betty Meets YETI]                       |                                    |                                       | |
| 1                                                               | Mary Mary                          | Get Up                                | Betty pracuje nad makietą swojego nowego pisma                                                                                                  |
| 2                                                               | Lady GaGa                          | Poker Face                            | Gdy Marc wkracza do budynku YETI wraz ze swoją świtą                                                                                            |
| 3                                                               | Tim Myers                          | The Lucky Ones                        | Gdy Betty i Marc omawiają swój harmonogram zajęć w YETI                                                                                         |
| ODCINEK DZIESIĄTY [Bad Amanda]                                  |                                    |                                       | |
| 1                                                               | Heidi Montag                       | Fashion                               | W trakcie zakupów Amandy I Betty |
| 2                                                               | Elektrons                          | Dirty Basement                        | W galerii sztuki |
| 3                                                               | Sébastien Tellier                  | Elle                                  | Kiedy Betty daje Amandzie nowy portfel |
| ODCINEK JEDENASTY [Dress For Success]                           |                                    |                                       | |
| 1                                                               | Under                              | Under (Morgan Page Remix)             | Gdy Molly przerywa rozmowę Connora i Wilhelminy                                                                                                 |
| 2                                                               | Sébastien Tellier                  | La Ritournelle                        | Kiedy Molly mówi Danielowi o zerwaniu z Connorem; Wihelmina całuje się z Connorem; Betty przyjeżdża do szpitala                                 |
| 3                                                               | Sander Kleinenberg                 | Work To Do                            | Kiedy Marc daje rady Betty, co do networkingu.                                                                                                  |
| 4                                                               | Peter Roberts                      | Blue Tuesday                          | Betty staje się Betty- natorem |
| 5                                                               | Wolfgang Amadeus Mozart            | Voi Che Sapete                        | Betty idzie ukraść sukienką Halstona |
| 6                                                               | Barrio Jazz Gang                   | Linda Cancao                          | Connor i Molly przybywaja na przyjęcie |
| ODCINEK DWUNASTY [ Sisters On The Verge Of A Nervous Breakdown] |                                    |                                       | |
| 1                                                               | Elliott Smith                      | Angel In The Snow                     | Gdy Betty, Hilda i Justin stoją nad łóżkiem Ignacia w szpitalu                                                                                  |
| 2                                                               | Au Revoir Simone                   | The Lucky One                         | Betty mówi Amandzie o powrocie do domu |
| ODCINEK TRZYNASTY [ Kissed Off]                                 |                                    |                                       | |
| 1                                                               | Nikka Costa                        | Stuck To You                          | W czasie „castingu” Betty i Amandy na współlokatora                                                                                             |
| 2                                                               | Val Emmich                         | The Only One Lonely                   | Betty idzie za Jesse'im do baru |
| 2                                                               | The Cinematic Orchestra            | That Home                             | Kiedy Betty wraca do domu |
| ODCINEK CZTERNASTY [ The Courtship Of Betty's Father]           |                                    |                                       | |
| 1                                                               | Grupo Fantasma                     | Arroz Con Frijoles                    | Kiedy Elena robi koktajl dla Ignacia |
| 2                                                               |                                    | Joy To The World                      | W czasie, gdy Betty ogląda video ze świąt kiedy Daniel i Alex byli dziećmi                                                                      |
| 3                                                               | Waldteufel                         | Les Patineurs (The Skater's Waltz)    | Na lodowisku, gdy Daniel i Molly wpadają na Wilhelminę i Connora                                                                                |
| 4                                                               | Jim Noir                           | Tell Me What To Do                    | Kiedy Betty stara się porozmawiać z ojcem, a Hilda z Eleną                                                                                      |
| 5                                                               | Dido                               | This Land Is Mine                     | W czasie gdy Claire i Daniel oglądają stary film rodzinny przy kolacji i w czasie gdy rodzina Suarez je kolacje z Eleną                         |
| ODCINEK PIĘTNASTY [ There’s No Place Like Mode]                 |                                    |                                       | |
| 1                                                               | Mocean Worker                      | Tres Tres Chic                        | Przemiana Molly |
| 2                                                               | Thunderheist                       | Jerk It                               | Gdy Suzuki chce przeprowadzić wywiad z Molly |
| 3                                                               | My Brightest Diamond               | Freak Out (Gold Chains Panique Mix)   | Na początku pokazu |
| ODCINEK SZESNASTY [ Thinks Fall Apart]                          |                                    |                                       | |
| 1                                                               | Other Lives                        | Black tables                          | Claire pociesza Daniela; Wilhelmina nosi Wiliama; Betty akceptuje zaproszenie Henry’ego na Facebooku                                            |
| ODCINEK SIEDEMNASTY [ Sugar Daddy]                              |                                    |                                       | |
| 1                                                               | z „Kabaretu”                       | Money, Money                          | Justin śpiewa ja na ulicy za pieniądze |
| 2                                                               | Brett Dennen                       | Ain’t Gonna Lose You                  | Betty mówi Danielowi aby zobaczył się z Molly; Amanda dzwoni do swojej mamy; Betty i Matt całują się                                            |
| ODCINEK OSIEMNASTY [ A Mother Of A Problem]                     |                                    |                                       | |
|                                                                 |                                    |                                       | W tym odcinku nie użyto żadnych piosenek |
| ODCINEK DZIEWIĘTNASTY [ The Sex Issue]                          |                                    |                                       | |
| 1                                                               |                                    | You Are My Sunshine                   | Wilhelmina śni jak Connor śpiewa dziecku |
| 2                                                               | Steely Dan                         | Black Cow                             | Wlhelmina stara się uwieść Jamesa |
| 3                                                               |                                    | Crash & Burn                          | Daniel śpiewa Molly; Betty wraca do domu z Mattem                                                                                               |
| ODCINEK DWUDZIESTY [ Rabbit Test]                               |                                    |                                       | |
| 1                                                               | Fatboy Slim                        | Build It Up – Tear It Down            | Daniel i Wilhelmina jadą do pracy transportem publicznym; Matt podwozi Betty limuzyną                                                           |
| 2                                                               | Earlimart                          | Before It Gets Better                 | Pracownicy wracają do Mody; Christina podgląda nową nianię Wilhelminy                                                                           |
| ODCINEK DWUDZIESTY PIERWSZY [ The Born Identity]                |                                    |                                       | |
| 1                                                               | Great Big Sea                      | Yarmouth Town                         | Betty stara się podnieść na duchu Christinę |
| 2                                                               | Asobi Seksu                        | Layers                                | Christina i Stuart otrzymują swego syna z powrotem                                                                                              |
| ODCINEK DWUDZIESTY DRUGI [ In The Stars]                        |                                    |                                       | |
| 1                                                               | Adele                              | Right As Rain                         | Daniel i Molly tańczą |
| 2                                                               | Richard Strauss                    | Also Sprach Zarathustra               | Betty wpada na matkę Matta w planetarium |
| 3                                                               | Felix Mendelssohn                  | Wedding March                         | Daniel i Molly biorą ślub |
| 4                                                               | Yeah Yeah Yeahs                    | Zero                                  | Claire mówi Wilhelminie o swojej posadzie prezesa                                                                                               |
| 5                                                               | Etta James                         | At last                               | Ignacio wręcza Elenie bilet do Kalifornii |
| ODCINEK DWUDZIESTY TRZECI [ Curveball]                          |                                    |                                       | |
| 1                                                               | The Black Eyed Peas                | Boom Boom Pow                         | Rozmowy kwalifikacyjne w YETI |
| 2                                                               | Lady GaGa                          | The Fame                              | Daniel rzuca pierwszą piłkę na stadionie Metsów                                                                                                 |
| 3                                                               | Ira Gershwin                       | The Man That Got Away                 | Victoria Hartlely i Wilhemina śpiewają razem |
| 4                                                               | The Fray                           | You Found Me                          | Daniel pokazuje Molly nową okładkę ślubnego wydania; Betty mówi Henry’emu o swoim związku z Mattem; Matt widzi Betty i Henry’ego całujących się |
| ODCINEK DWUDZIESTY CZWARTY [ The Fall Issue]                    |                                    |                                       | |
| 1                                                               | nieznany                           | What Is This Thing Called Love?       | Molly zaskakuje Daniela lunchem |
| 2                                                               | Edward Sharpe & The Magnetic Zeros | 40 Day Dream                          | Betty i Marc rozczulają się nad sobą przy drinku                                                                                                |
| 3                                                               | Empire Of The Sun                  | Walking On A Dream (Kaskade Remix)    | Na gali rozdania nagród WYSPA |
| 4                                                               | Cyndi Lauper i Sarah McLachlan     | Time after time                       | Betty pociesza Daniela; Claire pali certyfikat adopcjii                                                                                         |

## Sezon 4
| ODCINEK PIERWSZY i DRUGI [Butterfly Effect (Part I and II) ] |                                    |                                                                                            | |
| 1                                                            | Strauss                            | Blue Danube                                                                                | Sen Betty, kiedy zdejmowany ma aparat ortodontyczny                                                                                       |
| 2                                                            | Elgar                              | Pomp & Circumstance                                                                        | Betty przyjeżdża do „Mody” |
| 3                                                            | Mechanico                          | Mini Y Mi Rey                                                                              | Justin przechodzi przez wykrywacz metali                                                                                                  |
| 4                                                            | Mr. Kapri                          | Malianteo                                                                                  | Justin wiesza zdjęcie Madonny w szafce |
| 5                                                            | Edie Brickell & The New Bohemians  | Circle                                                                                     | Betty jest lekceważona przez Marca i Matta; Justin jest wyśmiewany w szkole                                                               |
| 6                                                            | The Bamboos                        | Step It Up                                                                                 | Betty rozdaje babeczki w biurze |
| 7                                                            | Ingrid Michaelson                  | Be OK                                                                                      | Betty dotrzymuje Danielowi towarzystwa i kieruje przygotowaniami do sesji przez telefon                                                   |
| 8                                                            | Elton John & Tim Rice              | „The Stampede (from 'The Lion King')                                                       | Betty opisuje jak ludzie z „Mody” są przeciwko niej                                                                                       |
| 9                                                            | Mocean Worker                      | Move                                                                                       | Betty śpieszy się na sesję zdjęciową |
| 10                                                           | Cobra Starship                     | Good Girls Go Bad                                                                          | Nowy image Betty |
| 11                                                           | Annie Lennox                       | Little Bird                                                                                | Betty kończy pracę i żegna się z Danielem                                                                                                 |
| ODCINEK TRZECI [Blue on Blue ]                               |                                    |                                                                                            | |
| 1                                                            | Athlete                            | Don't Hold Your Breath                                                                     | Betty widzi jak Matt każe wstawić krzesło dla niej w pokoju konferencyjnym                                                                |
| ODCINEK CZWARTY [The Wiener, The Bun & The Boob]             |                                    |                                                                                            | |
| 1                                                            | Big Boss Man                       | Kelvin Stardust                                                                            | Prezentacja nowych asystentów dla Daniela                                                                                                 |
| 2                                                            | The Bamboos                        | Tabago Strut                                                                               | Kiedy Betty dostaje wyznaczone zadania |
| 3                                                            | Shawn Lee                          | Sexy Beast                                                                                 | Betty poznaje nowa asystentkę Daniela – Lexi                                                                                              |
| 4                                                            | Tammy                              | Mas Alegria                                                                                | Justin pomaga Ignacio z kontem email |
| 5                                                            | The Futurehead                     | Work Is Never Done                                                                         | Montaż najgorszych prac |
| 6                                                            | That Click Gang                    | Pa La Playa                                                                                | Archie pokazuje Hildzie swoją przemowę w telewizji                                                                                        |
| 7                                                            | Color Of Clouds                    | Wonder                                                                                     | Betty pokazuje Marcowi podpis ich artykułu                                                                                                |
| ODCINEK PIĄTY [Plus None]                                    |                                    |                                                                                            | |
| 1                                                            | The Pinker Tones                   | Welcome To The TMCR                                                                        | Betty pokazuje Natalie jak być asystentką Daniela                                                                                         |
| 2                                                            | La Roux                            | Bulletproof                                                                                | Podczas tańców, kiedy Matt komplementuje Betty                                                                                            |
| 3                                                            | Billy Idol                         | Dancing With Myself                                                                        | Matt patrzy jak Betty tańczy |
| ODCINEK SZÓSTY [Backseat Betty]                              |                                    |                                                                                            | |
| 1                                                            | Joe Arroyo                         | La Cachiporra                                                                              | Betty pokazuje siostrze i ojcu swój (tymczasowy) tatuaż                                                                                   |
| 2                                                            | Kinky                              | Freezing Film                                                                              | Hilda i Betty zobaczyły Bobby’ego Talercio                                                                                                |
| 3                                                            | Boss Bossa                         | Shawn Lee                                                                                  | Betty fantazjuje o zaproszeniu Bobby’ego na randkę                                                                                        |
| 4                                                            | Pitbull                            | I Know You Want Me                                                                         | Marc i Justin pokazują układ taneczny dla cheerleaderek                                                                                   |
| 5                                                            | The Black Hollies                  | Paisley Pattern Ground                                                                     | Bobby uczy Betty jeździć samochodem |
| 6                                                            | The Vacations                      | I Can't Dance With You                                                                     | Betty podjeżdża pod dom Suarezów |
| 7                                                            | Tralala                            | No/Yeah                                                                                    | Bobby namawia Betty, żeby zwiała z randki z Larrym                                                                                        |
| 8                                                            | La Parcerit                        | No Estas                                                                                   | Bobby radzi Betty, by nie dała się zaszufladkowac                                                                                         |
| ODCINEK SIÓDMY [Level (7) With Me]                           |                                    |                                                                                            | |
|                                                              |                                    |                                                                                            | W tym odcinku nie użyto żadnych piosenek                                                                                                  |
| ODCINEK ÓSMY [The Bahamas Triangle]                          |                                    |                                                                                            | |
| 1                                                            | Scott Joplin                       | Maple Leaf Rag                                                                             | Betty opowiada o stroju kąpielowym Annette Kellerman                                                                                      |
| 2                                                            | Kardinal Offishall                 | Numba 1 (Tide Is High)                                                                     | Pierwsza sesja zdjęciowa |
| 3                                                            | Barry White                        | Never, Never Gonna Give You Up                                                             | Wilhelmina jednoczy się z Connorem |
| 4                                                            | Love Grenders                      | Young Lovers (Sam Sparro Edion)                                                            | Marc pyta Daniela jak mu poszło z Suzanną                                                                                                 |
| 5'                                                           | La Roux                            | Fascination                                                                                | Betty czuwa nad modelkami |
| 6                                                            | V V Brown                          | Shark In The Water                                                                         | „Łóżkowy montaż” |
| 7                                                            | Shakira feat. Lil Wayne            | Give It Up To Me                                                                           | Sesja z Shakirą |
| 8                                                            | Shakira                            | Gypsy                                                                                      | Rozmowa Betty i Matta przy lunchu |
| ODCINEK DZIEWIĄTY [Be-Shure]                                 |                                    |                                                                                            | |
| 1                                                            | Isaac Hayes                        | Theme from Shaft                                                                           | Wilhelmina i Connor podczas wizyty małżeńskiej                                                                                            |
| 2                                                            | Jessica Campbell                   | Make Some Noise                                                                            | Claire czatuje z Tylerem |
| 3                                                            | Stacy Barton Phillips              | Surrender                                                                                  | Claire żegna się z Tylerem |
| 4                                                            | Coldplay                           | Have Yourself A Merry Little Christmas                                                     | Betty dziękuje Mattowi za to, co powiedział o dzieciach                                                                                   |
| ODCINEK DZIESIĄTY [The Passion Of The Betty]                 |                                    |                                                                                            | |
| 1                                                            | Edward Sharpe i The Magnetic Zeros | Home                                                                                       | Montaż z Betty i Mattem |
| 2                                                            | 11 Acorn Lane                      | La Vie Est Belle (Brazilectro mix)                                                         | Matt zaskakuje Betty pokazując jej sesję zdjęciową                                                                                        |
| 3                                                            | Daniel Lenz                        | Lemon And Lime                                                                             | Właścicielka galerii mówi o obrazach Matta                                                                                                |
| ODCINEK JEDENASTY [Back In Her Place]                        |                                    |                                                                                            | |
| 1                                                            | Warren G.                          | Swagger Rich                                                                               | Kiedy Betty biegnie do Daniela na ulicy                                                                                                   |
| 2                                                            | Guajioros                          | Enamorados                                                                                 | Bobby zabiera Hildę z jej salonu |
| 3                                                            | Kylie Minogue                      | Do It Again                                                                                | Sesja zdjęciowa Betty na jej blog |
| 4                                                            | Mitch Savoie                       | El Juego                                                                                   | Betty w salonie Hildy |
| ODCINEK DWUNASTY [Blackout!]                                 |                                    |                                                                                            | |
| 1                                                            | Melanie Fiona                      | Bang Bang                                                                                  | Betty wraca na przyjęcie jej i Marca |
| 2                                                            | R.E.M                              | It's The End Of The World As We Know It                                                    | Betty śpiewa karaoke |
| 3                                                            | Freelance Whales                   | We Could Be Friends                                                                        | Marc i Betty oglądają telewizję |
| ODCINEK TRZYNASTY [Chica and the Man]                        |                                    |                                                                                            | |
| 1                                                            | Spekrfreks ft Natalie Kitty        | Touch                                                                                      | Wilhelmina wkracza między Marca i Claire na Wilhel Diva Hater show                                                                        |
| 2                                                            | Benjamin Diamond                   | Baby's On Fire                                                                             | Sesja zdjęciowa |
| 3                                                            | w oryginale Hall and Oates         | Maneater                                                                                   | Wilhel Diva Hater i Wilhelmina śpiewają razem na scenie                                                                                   |
| 4                                                            | w oryginale Marilyn Monroe         | She Acts Like A Woman Should                                                               | Wilhelmina kończy show tą piosenką |
| ODCINEK CZTERNASTY [Smokin Hot]                              |                                    |                                                                                            | |
| 1                                                            | Annie Trolle                       | Love Yourself                                                                              | Montaż przygotowań do pracy Betty i Amandy                                                                                                |
| 2                                                            | Shawn lee                          | Sexy Beast                                                                                 | Hilda, Justin i Betty na pokazie mody. |
| 3                                                            | Love Grenaders                     | Tigers In The Fire (Martin’s Death At The Disco Remix)''                                   | Daniel ćwiczy chodzenie po wybiegu |
| 4                                                            | Benjamin Diamond                   | Baby's On Fire                                                                             | Pokaz mody Marisy |
| 5                                                            | Oh Hush!                           | Irresistible                                                                               | Helen ogłasza, że wychodzi za mąż, Betty radzi Amandzie zostanie stylistką, Marc przeprasza Betty                                         |
| 6                                                            | Codebreaker                        | Follow Me (The Outrunners Remix)” by Codebreaker. Daniel tells Claire he won't be modeling | Daniel mówi, że nie chce być modelem |
| 7                                                            | Beck                               | Nobody's Fault But My Own                                                                  | Claire dostrzega Tylera na pokazie; Bobby mówi Hildzie o pożarze; Ignacio i Justin zwalają winę na siebie; Marisa dziękuje Betty za pokaz |
| ODCINEK PIĘTNASTY [Fire and Nice]                            |                                    |                                                                                            | |
| 1                                                            | Jiddy                              | Work That Ma                                                                               | Hilda pyta Bobby’ego, czy to on podpalił jej dom                                                                                          |
| 2                                                            | Lady Gaga                          | Bad Romance                                                                                | Betty niechcący włączyła wideo Justina na prezentacji „Mode”                                                                              |
| 3                                                            | Zeb                                | The Water & The Sun                                                                        | Daniel i Amanda przechodzą obok Tylera w „Modzie”                                                                                         |
| 4                                                            | Aubergine 3                        | Panderthal Redux                                                                           | Betty i Jimmy jedzą razem z Wilhelmina i Donaldem                                                                                         |
| 5                                                            | Kinder atom                        | Ladies (Directions Soft Mix)                                                               | Wilhelmina mówi Donaldowi prawdę o sobie                                                                                                  |
| 6                                                            | Jasmine Ash                        | I Wished For You                                                                           | Bobby oświadcza się Hildzie; ona opowiada o tym rodzinie                                                                                  |
| ODCINEK SZESNASTY [All The World’s A Stage]                  |                                    |                                                                                            | |
| 1                                                            | Carmen Reece                       | Right here                                                                                 | Betty przeprowadza wywiad z Zacharym Boulem                                                                                               |
| 2                                                            | Chungking                          | Angel Eyes                                                                                 | Betty fantazjuje jak Zac robi jej masaż                                                                                                   |
| 3                                                            | Norman Candler                     | Sweet Little Light Of Mine                                                                 | Zac i Betty w windzie |
| 4                                                            | Valium In The Sunshine             | Maps                                                                                       | Pocałunek Justina i Austina |
| 5                                                            | Passion Pit                        | Let Your Love Grow Tall                                                                    | Betty umawia się na wizytę u ortodonty |
| ODCINEK SIEDEMNASTY [Million Dollar Smile]                   |                                    |                                                                                            | |
| 1                                                            | Tim Myers                          | Simply Wonderful                                                                           | Betty budzi się i planuje dzień po usunięciu aparatu                                                                                      |
| 2                                                            | Norman Candler                     | Dance And Dream                                                                            | Dr.Frankel ucina sobie pogawędkę zamiast zdejmować aparat Betty                                                                           |
| 3                                                            | Slok                               | Funkybanana                                                                                | Sesja zdjęciowa do karty |
| 4                                                            | The London Soul                    | Stand Up                                                                                   | „Pięknozębna Betty” wkracza do „Mody” |
| 5                                                            | DJ Rodrigue                        | Brand New Love                                                                             | Betty przekonuje Eve,aby dała im czas na sesję zdjęciową                                                                                  |
| 6                                                            | Kinder Atom                        | Ladies (Directions Soft Mix)                                                               | Allison i Betty zastanawiają się jak przekonać Eve                                                                                        |
| 7                                                            | Madison                            | Fashonista                                                                                 | Million Dollar Bra – sesja zdjęciowa |
| 8                                                            | Jeremy Messersmith.                | Miracle                                                                                    | Rodzina Betty gotuje jej ulubione potrawy; Austin przychodzi porozmawiać z Justinem                                                       |
| ODCINEK OSIEMNASTY [London Calling]                          |                                    |                                                                                            | |
| 1                                                            | Little Boots                       | New In Town                                                                                | Montaż wycieczki Christiny, Hildy i Amandy po Londynie                                                                                    |
| ODCINEK DZIEWIĘTNASTY [The Past Presents The Future]         |                                    |                                                                                            | |
| 1                                                            | Edgard Jaude                       | Party Up Boyz                                                                              | Ignacio i Hilda szykują coming out party dla Justina                                                                                      |
| 2                                                            | Central Park                       | Seduce Them All                                                                            | Konfrontacja Wilhelminy i Claire na sesji zdjeciowej                                                                                      |
| 3                                                            | FM Radio                           | Be My Only                                                                                 | Bobby i Hilda biorą ślub |
| 4                                                            | Oh Darling                         | LOVE                                                                                       | Marc zatrzymuje Ignacia przed przywitaniem Austina w rodzinie; Amanda przedstawia Marca Spencerowi                                        |
| 5                                                            | Renee Olstead                      | A Love That Will Last                                                                      | Taniec Hildy i Bobby’ego; Betty rozmawia z Justinem o życiu; Daniel prosi Betty do tańca; Justin tańczy z Austinem                        |
| 6                                                            |                                    | If I Could Fly                                                                             | Hilda patrzy na Justina i Austina; Betty i Daniel kontynuują taniec                                                                       |
| ODCINEK DWUDZIESTY [Hello Goodbye]                           |                                    |                                                                                            | |
| 1                                                            | Rossini                            | Owertura z The Barber Of Seville                                                           | Wiadomość o pracy Betty w Londynie |
| 2                                                            | Mayer Hawthorne                    | Your Easy Lovin' Ain’t Pleasin' Nothin                                                     | Justin namawia Marca, by zatańczył z Troyem                                                                                               |
| 3                                                            | Monarchy                           | The Last Goodbye                                                                           | Spencer wyjawia Amandzie, że jest jej ojcem; Taniec Betty i Marca                                                                         |
| 4                                                            | Voxhaul Broadcast                  | Rotten Apples                                                                              | Taniec Betty, Marca i Amandy; Daniel rozmawia z Claire                                                                                    |
| 5                                                            | Correatown                         | All The World (I Tell Myself)                                                              | Betty żegna się z rodziną |
| 6                                                            | Generation X                       | Ready Steady Go                                                                            | Montaż Betty w Londynie |
| 7                                                            | Marcy Gray                         | Beauty In The World                                                                        | Daniel zaprasza Betty na kolację |